# Onyx (Abhörsystem)

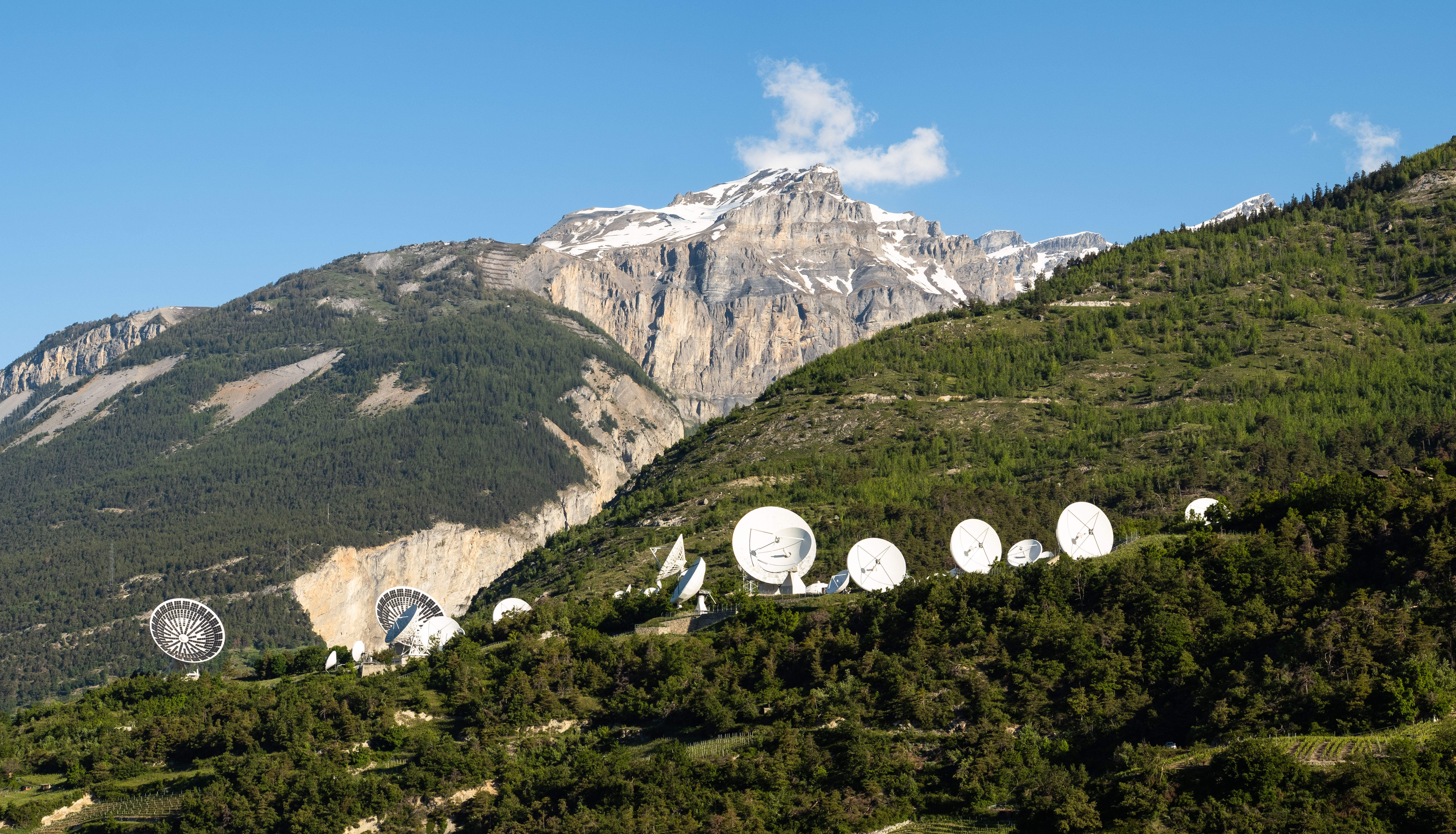
Parabolantennen des Onyx-Systems in Leuk

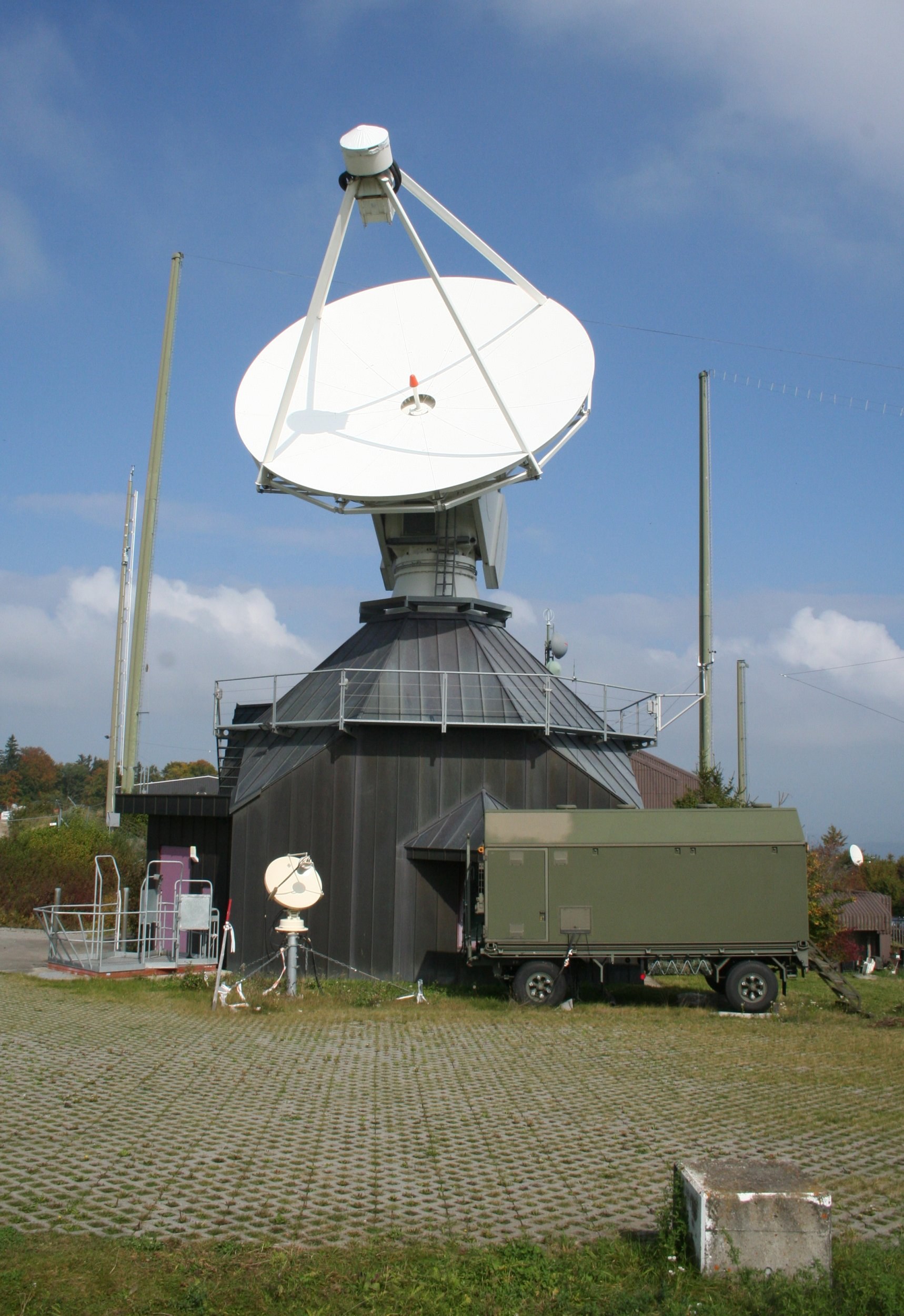
Empfangsstation des Onyx-Systems in Zimmerwald

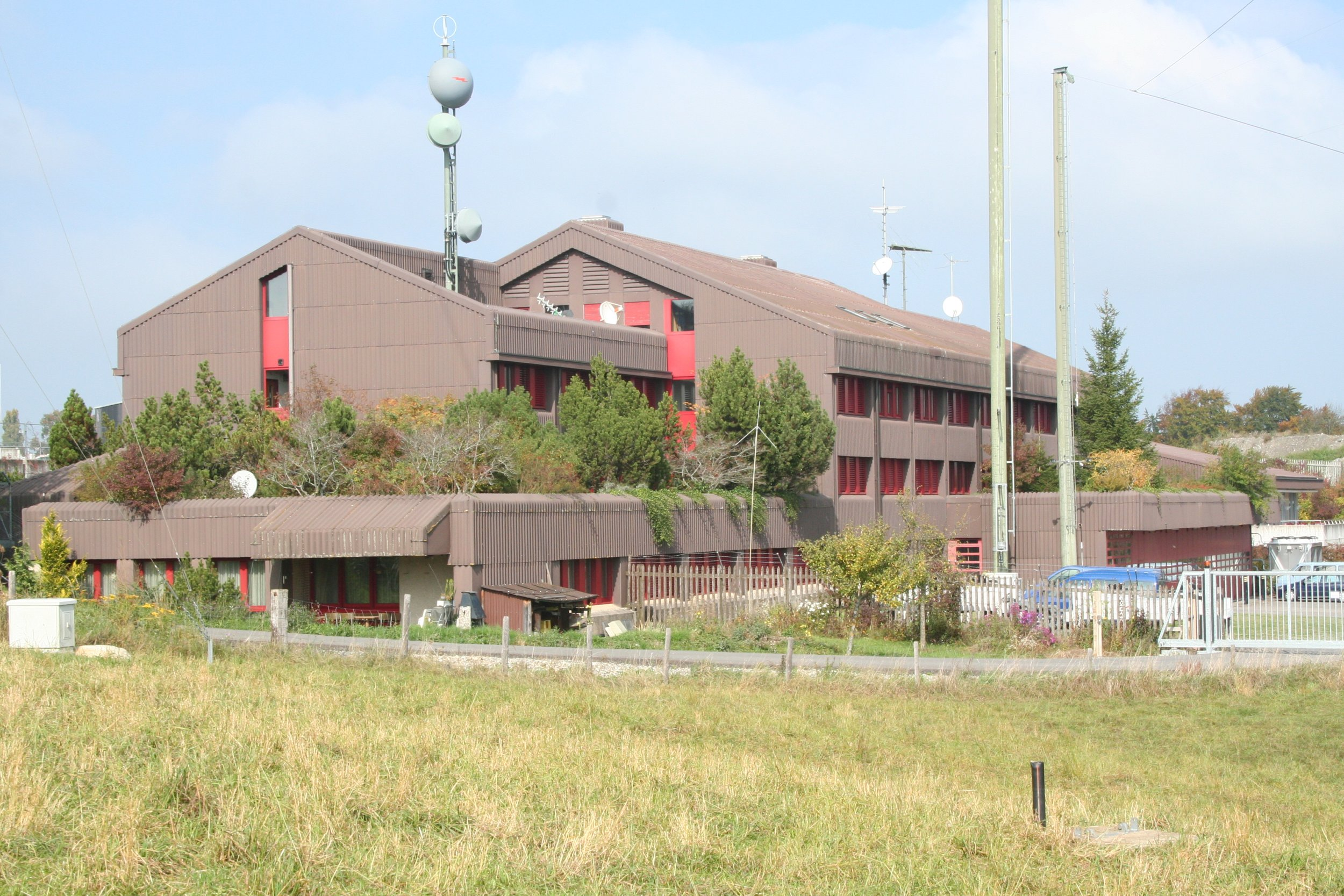
Einsatzzentrale Zimmerwald

Onyx ist ein Schweizer Satellitenabhörsystem des Nachrichtendienst des Bundes (NDB). Betrieben wird die Anlage von der Führungsunterstützungsbrigade 41 der Schweizer Armee.

## Funktion und Zweck
In den Schweizer Ortschaften Leuk und Heimenschwand stehen Parabolantennen, welche den Satellitenfunkverkehr abhören. Die großen Mengen abgefangener Daten, Funkemissionen, E-Mails, Telefongesprächen und Faxübertragungen, werden automatisch meist anhand gezielter Schlüsselwörter auf für ihren Auftraggeber relevante Daten gefiltert. Weitere Filterkriterien werden mit Grossrechnern mithilfe künstlicher Intelligenz, optischer Texterkennung oder Stimmprüfung erzielt. Die Resultate werden dann an die Zentrale in Zimmerwald weitergeleitet. Rund 40 Mitarbeiter verfassen dort aus den gewonnenen Erkenntnissen geheime Berichte, die an das Departement für Verteidigung in Bern weitergeleitet werden. Das System soll primär der Bekämpfung von Terrorismus dienen.

## Geschichte und Auftraggeber
Anfang der 1990er startete der Bundesrat ein militärisches Geheimprogramm mit dem Namen «Satos». In den ersten zwei Stufen des Programms wurde ein System entwickelt, welches Kommunikation per Richtfunk, Kurzwellen und Faxsignale abfangen konnte. Die dritte Stufe ermöglichte schliesslich die vollständige elektronische Aufklärung von Satellitenverbindungen.
- 2000: Erste Inbetriebnahme
- 2001: Operationeller Probebetrieb
- 2004: Operationeller Betrieb

## Geheimhaltung und Kontrolle
Die Beschlüsse zum Onyx-System fielen verdeckt und ohne Protokollierung. Ebenso geschah die Finanzierung durch Kredittranchen und mit Unterlaufen der Eidgenössischen Finanzkontrolle (EFK) auf gesetzlich nicht geregeltem, Kritiker sagen illegalem, Weg. Die Abhörzentrale in Zimmerwald liess man unter dem Vorwand einer Mehrzweckhalle errichten.
Eine Kontrolle über die gesammelten Daten und deren Verwendung soll über die Unabhängige Kontrollinstanz (UKI) sichergestellt werden. Die genaue Aufgabe der Kontrollinstanz ist durch Abschnitt 6, Artikel 15 der Verordnung über die elektronische Kriegführung (VEKF) definiert.

## Aufdeckung und CIA-Affäre
Gegen Ende 2000 wurde Onyx Stück für Stück aufgedeckt. Das Verteidigungsdepartement erhielt den Big Brother Award Schweiz im Jahre 2000 und 2001.
Einen umfangreicheren Bericht verfasste der Journalist Urs Paul Engeler für Die Weltwoche im Oktober 2005.
Mit der Veröffentlichung eines von Onyx abgefangenen Fax im SonntagsBlick am 8. Januar 2006, das der Zeitung durch eine unbekannte Quelle, angeblich aus dem Bereich des Bundeshauses, zugespielt wurde, wurde das Abhörsystem der Schweizer Bevölkerung bekannt und bewusst. Im Fax, das aus dem ägyptischen Aussenministerium stammte, wurden frühere Berichte anderer Quellen über CIA-Geheimgefängnisse in Osteuropa für Terrorismusverdächtige (Black Site) erneut bestätigt und erstmals auch Nationalitäten der Gefangenen genannt. Das Fax lag den Onyx-Auftraggebern und sogar einigen (nicht allen) Bundesräten bereits seit November 2005 vor, ohne dass diese etwas unternahmen und die USA zumindest zu einer Stellungnahme aufforderten.